# Kurt Masur
Kurt Masur (Brzeg, Silesia, 18 de julio de 1927-Greenwich, Connecticut, 19 de diciembre de 2015) fue un director de orquesta alemán, un destacado intérprete de la música de su país del periodo romántico.

## Datos biográficos
Masur nació en Brieg, Silesia, Alemania (ahora Brzeg, Polonia), y estudió piano, composición y dirección en Leipzig, en Sajonia. 
Masur se casó tres veces y tuvo un total de cinco hijos. En su primer matrimonio con Brigitte Stütze tuvo tres hijos, dos hijos y una hija, y terminó en divorcio en 1966. Él y su segunda esposa, Irmgard Elsa Kaul, tuvieron una hija, Carolin Masur, que se convirtió en cantante de ópera. Irmgard Masur murió en 1972 en un accidente automovilístico en el que Masur resultó gravemente herido. En 1975, se casó con su tercera esposa, soprano y violista, Tomoko Sakurai con la que tuvo un hijo, Ken-David, cantante y director de orquesta clásico.
Masur ocupó varios puestos como director en diferentes orquestas de la Alemania del Este, y dirigió la Orquesta Filarmónica de Dresde durante tres años hasta 1958, y de nuevo desde 1967 hasta 1972. También trabajó con la Komische Oper de Berlín Este. En 1970 llegó a ser maestro de capilla de la Orquesta de la Gewandhaus de Leipzig, hasta 1996. Últimamente, era Director Honorario de la Orquesta de la Gewandhaus.  
En 1991, Masur sucedió a Zubin Mehta como director musical de la Orquesta Filarmónica de Nueva York. En el tiempo que permaneció en el cargo, hubo comentarios sobre la tensión entre Masur y la Directora Ejecutiva de la NYP, Deborah Borda, que contribuyó finalmente a que su contrato no fuera renovado más allá del año 2002.  En una entrevista de televisión con Charlie Rose, Masur dijo sobre su partida de la NYP lo siguiente: «No era mi deseo».  Masur dimitió como director musical en 2002 y fue nombrado Director Musical Emérito, un título nuevo creado en su honor. La opinión general es que Masur mejoró la interpretación de la orquesta en comparación con su predecesor.
En 2000, Masur fue nombrado Director principal de la Orquesta Filarmónica de Londres. Su contrato, según lo programado, terminó en 2007. En abril de 2002, Masur fue nombrado director musical de la Orquesta Nacional de Francia. Según se programó ya entonces, renunció a su cargo en el año 2008 en favor de Daniele Gatti.  En su 80 cumpleaños, el 18 de julio de 2007, Masur dirigió a los músicos de ambas orquestas durante un concierto de los Proms en Londres.

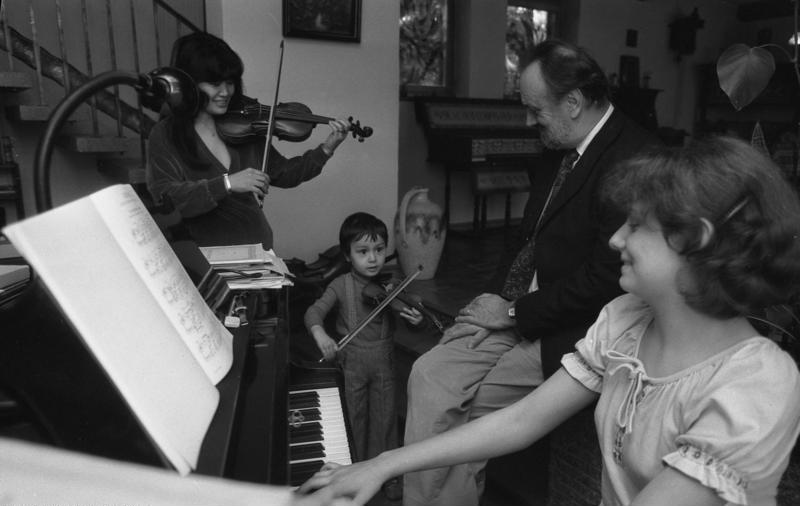
Kurt Masur, su esposa Tomoko y sus hijos Carolin y Ken-David en 1981.

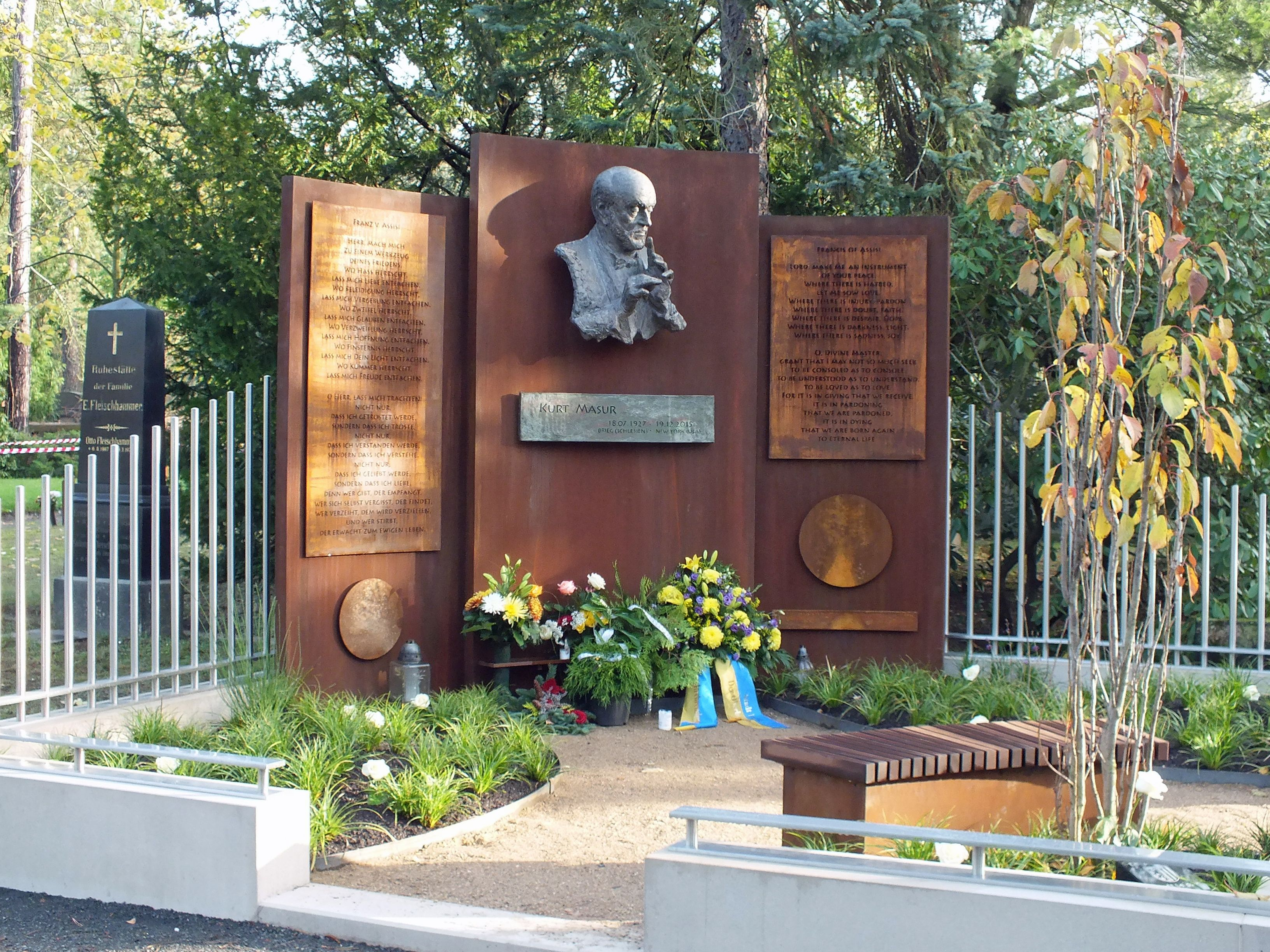
Lápida y tumba de Kurt Masur en Südfriedhof, Leipzig.

En el año 2012, tras varias cancelaciones de conciertos, Masur anunció en su sitio web que sufría el mal de Parkinson, enfermedad cuyas complicaciones lo llevarían a la muerte el 19 de diciembre de 2015 en Greenwich, Estados Unidos. Su funeral se celebró en Leipzig, con música interpretada por la Orquesta de la Gewandhaus de Leipzig. El entierro tuvo lugar en el cementerio Südfriedhof de Leipzig. Le sobreviven su tercera esposa, sus hijas Angelika y Carolin, sus hijos, Ken-David, Michael y Matthias, y nueve nietos.

## Punto de vista político
Durante años, Masur fue un defensor del régimen comunista de Erich Honecker. En 1982 recibió el Premio Nacional de la RDA. Su actitud hacia el régimen comunista empezó a cambiar en 1989, tras el arresto de un músico callejero en Leipzig. El 9 de octubre de 1989 intervino en manifestaciones antiguberamentales en Leipzig, entonces República Democrática Alemana, y firmó un llamamiento, junto con algunos dirigentes locales del partido, en el cual se exhortaba a un desarrollo pacífico de los acontecimientos. Este manifiesto tuvo como efecto que las fuerzas del orden público no reprimieran la manifestación, con lo que se evitó una confrontación que podría haber terminado como en la Plaza Tiananmen, en la que las fuerzas de seguridad atacaron a los asistentes.

## Premios y reconocimientos
Profesor de la Academia de Música de Leipzig desde 1975, Masur recibió numerosos honores. En 1995, se le concedió la Cruz de la Orden del Mérito de la República Federal de Alemania y la Medalla de Oro de Honor por la Música del National Arts Club en 1996. En 1997 recibió los títulos de Comandante de la Legión de Honor del gobierno francés (Caballero de la Legión de Honor) y Embajador Cultural de Nueva York y, en abril de 1999, la Cruz de Comendador de la Orden al Mérito de la República de Polonia.
En marzo de 2002, el presidente de Alemania, Johannes Rau, le otorgó la Cruz con Estrella de la Orden del Mérito de la República Federal de Alemania; en septiembre de 2007, el presidente de Alemania, Horst Köhler, le concedió la Gran Cruz de la Orden del Mérito con Estrella y Cinta; en septiembre de 2008, recibió el Premio Wilhelm Furtwängler en Bonn, Alemania. Masur también fue un Ciudadano Honorario de su ciudad natal Brzeg. En 2001, Masur se convirtió en miembro honorario de la Royal Academy of Music. En 2010, recibió la Medalla Leo Baeck (Instituto Leo Baeck) por su labor humanitaria para promover la tolerancia y la justicia social. Recibió un premio Goldene Henne en 2014 por su trabajo en política social.
El 18 de julio de 2018, en el 91.º aniversario de su nacimiento, apareció en el Google Doodle en Estados Unidos, Alemania, Bielorrusia, Islandia y Japón.

## Alumnos
Entre sus alumnos se encuentran Kahchun Wong, Matthias Manasi y Adrian Prabava.

## Discografía
Masur dejó una extensa lista de grabaciones de música de compositores clásicos, dirigiendo orquestas importantes. Su trabajo abarcaba un rico repertorio, sus grabaciones más famosas incluyen las obras de Bruckner, Dvořák, Liszt, Mendelssohn, Prokófiev,  Chaikovski y las nueve sinfonías de Beethoven, esta últimas fueron interpretadas varias veces con la Orquesta  de la Gewandhaus. Masur también realizó grabaciones de Bach, Brahms, Britten, Bruch, Cerha, Debussy, Mahler, Shostakóvich, Schubert, Schumann y Sibelius, así como de Gershwin, cuyas obras publicó en vinilo en 1975.